# Idiocerus jahromicus
Idiocerus jahromicus är en insektsart som beskrevs av Dlabola 1974. Idiocerus jahromicus ingår i släktet Idiocerus och familjen dvärgstritar. Inga underarter finns listade i Catalogue of Life.